# Derbidia perelegans
Derbidia perelegans é uma espécie de coleóptero da tribo Chlidonini (Cerambycinae), com distribuição restrita à Madagáscar.